# Los Guaracheros de Oriente
Los Guaracheros de Oriente sono stati un gruppo musicale cubano fondato nel 1941 da Ñico Saquito e attivo sino al 1960. 
Inizialmente ne facevano parte anche Felix Escobar (El Gallego) e Gerardo Macías.

## Storia
Ñico Saquito discreto cantante e chitarrista, era il miglior compositore di guarachas che ci fosse a Cuba. Lui svolgeva la sua attività artistica fra Santiago de Cuba e L'Avana, componendo e formando sempre gruppi in base alle necessità. 
Nel 1935 Ñico Saquito aveva composto il suo famoso brano Cuidadito Compay Gallo che, dopo l'incisione del Trio Matamoros, riscosse un grande successo e divenne molto popolare. 
Ñico che non voleva nuovamente che facessero profitto dalle sue composizioni altri artisti, mentre lui ne rimaneva escluso, decise di realizzare in proprio la produzione discografica.
Nel 1938, Saquito a L'Avana forma un quartetto con Mozo Borgella, Guillermo Rodríguez Fife e Ramón Márquez ma il gruppo non ebbe molto successo.
Nel 1940 Saquito, poiché la sua voce non era da solista, formò il Conjunto Compay Gallo con la voce solista di Maximiliano Sánchez (Bimbí) e con il chitarrista Florencio "Pícolo" Santana (seconda voce), Macias con la chitarra solista (terza voce).
Il gruppo si sciolse dopo il 1941: Santana iniziò poi ad esibirsi con il chitarrista Gerardo "El Chino" Macias a El Baturro, una famosa taverna a L'Avana.
Dopo di che Saquito formò un nuovo gruppo, Los Guaracheros de Oriente, sempre con Santana e Macías. Questi realizzarono molte registrazioni per la RCA Victor, Ñico e i Guaracheros frequentarono continuativamente Porto Rico e Venezuela fino al 1960. Con l'arrivo al potere di Fidel Castro a Cuba, Saquito decise di tornare al suo paese, ma il resto del gruppo (El Gallego, El Chino y Picolo) rimase in Venezuela, continuando la propria carriera senza Saquito.

## Discografia
- Que Trio!, Rumba Records – RLP-55562 (fine anni '60)